# Lanny Cordola
Lanny Cordola (* 1961 in Los Angeles, Kalifornien) ist ein US-amerikanischer Rockgitarrist, Musikproduzent und Studiomusiker, der besonders durch seine Arbeit bei den US-amerikanischen Hard-Rock-Bands Giuffria und House of Lords einem größeren Publikum bekannt wurde.

## Leben und Wirken
Bei der AOR-Band Giuffria ersetzte er 1986 den Gitarristen Craig Goldy, da dieser das Angebot des Ex-Black-Sabbath-Sängers Ronnie James Dio, in dessen eigener Heavy-Metal-Band Dio zu spielen, annahm und Giuffria verließ. Mit Giuffria nahm Cordola das Album Silk & Steel auf, bevor sich die Gruppe 1988 in House of Lords umbenannte. Cordola nahm mit House of Lords deren gleichnamiges Debütalbum, verließ die Band jedoch nach der auf die Veröffentlichung folgende Tournee. Der Grund dafür waren Differenzen mit dem Produzenten der Band, Gene Simmons (u. a. Musiker bei Kiss). Das deutsche Magazin Metal Hammer bezeichnete Cordola in den 1980er Jahren als Virtuosen.
Da Cordola länger in der Rock- und Popmusik-Metropole Los Angeles lebte, arbeitete er dort als Studiomusiker und war unter anderem der Gitarrenlehrer von Ken Tamplin.
Im Fernsehen war er als Musiker bei der Hausband von Jesse Katsopolis (gespielt von John Stamos) in der bekannten amerikanischen Fernsehserie Full House zu sehen.
Er ist zurzeit Gitarrist in der Begleitband der amerikanischen Sängerin Nancy Sinatra.

## Diskografie
als fester Bandgitarrist
- 1986: Giuffria – Silk & Steel
- 1988: House of Lords – House of Lords
- 1991: Magdallen – Big Bang
- 1993: Magdalen – Revolution Mind

Solo
- 1991: Electric Warriour/Acoustic Saint
- 1992: Of Riffs and Harmonies
- 1998: Salvation Medicine Show

als Studiogitarrist
- 1988: Shout – Won’t Be Long
- 1989: Shout – In Your Face
- 1990: Doro Pesch – Doro